# Antioquía
Antioquía (en turco: Antakya) es una ciudad que está localizada en la región del Mediterráneo de Turquía y en su momento fue la capital del imperio seléucida. Hoy es la capital de la provincia de Hatay y cuenta con 360 652 habitantes.

## Historia

### Antigüedad clásica
Situada en el margen oriental del río Orontes, fue fundada a finales del siglo IV a. C. por Seleuco I Nicátor como capital de su imperio en Siria. Seleuco I había servido como general con Alejandro Magno, y el nombre de su padre Antíoco, el cual otorgó a dieciséis ciudades por él fundadas, fue frecuente entre miembros de su familia.
Su privilegiada posición geográfica, en el cruce entre las rutas comerciales del Levante mediterráneo y del interior de Asia, pronto hicieron que la ciudad alcanzara relevancia comercial. Por su peculiar morfología, flanqueada por los márgenes del río Orontes y, al norte del mismo, su situación sobre el monte Silpio (a 330 m de altura), se convirtió en una importante plaza fuerte, favorecida naturalmente por las dificultades que presentaba para ser cercada. Factor que  ayudó el rápido desarrollo de la urbe.
El trazado urbano inicial se realizó siguiendo el plan del arquitecto Xenario, esto es, una planta reticular típica de las ciudades helenísticas, posiblemente inspirado en el trazado de Alejandría. Dos grandes avenidas porticadas recorrían la ciudad en direcciones perpendiculares, cruzándose en el ágora o centro urbano. La gran afluencia de habitantes pronto hizo necesaria la expansión de la ciudad al este del barrio original, que constituyó el llamado barrio sirio que, en contraposición a la ciudad primigenia, poblada por colonos griegos, estaba habitado por gentes de origen sirio. Una tercera expansión de la ciudad fue llevada a cabo durante el reinado de Antíoco III sobre una gran isla situada en el curso del Orontes. La cuarta y última gran expansión fue promovida por Antíoco IV Epífanes (175-164 a. C.), razón por la cual Antioquía sería apodada a veces "Tetrápolis" (cuatro ciudades). Así, la urbe tendría unos 6 km de este a oeste, y otros tantos de norte a sur.
La nueva ciudad estaba habitada por colonos griegos originarios de Antigonia, macedonios y judíos (los cuales tuvieron derechos de ciudadanía desde el momento de la fundación). La población libre total de Antioquía en el momento de su fundación se estima entre 17 000 y 25 000 personas sin contar esclavos ni nativos. Durante el período helenístico y el Alto Imperio romano, Antioquía llegaría a tener unos 500 000 habitantes, convirtiéndola en la tercera ciudad del Imperio romano después de la propia Roma y de Alejandría.
Tal desarrollo urbano se relaciona con la inmensa relevancia comercial de la ciudad y su carácter multicultural como confluencia de las influencias helenísticas y levantinas. El aumento de la población fue acompañado de una gran opulencia. Así, los epítetos de "Reina de Oriente" o "Dorada Antioquía",  con los que fue conocida, sugieren que la apariencia externa de Antioquía era impresionante, si bien la ciudad necesitaba continuas reparaciones debido a los daños causados por los numerosos sismos a los que estaba sujeta. El primer gran terremoto del que se tiene noticia ocurrió en el 148 a. C., y causó tremendos daños. No obstante, durante el período que va desde su fundación hasta el siglo IV, Antioquía se mantendría como una de las principales ciudades del mundo greco-romano.
La política interna de la ciudad era muy turbulenta. Como sede de la corte del Imperio seléucida, el pueblo solía dividirse en facciones que apoyaban a los diferentes monarcas y advenedizos de la corte Seléucida, y muy frecuentemente estallaban tumultos y revueltas, como, por ejemplo, ocurrió contra Alejandro Balas en 147 a. C. y contra Demetrio II en 129 a. C. Este último acabó por saquear la ciudad. En los últimos estertores del imperio seléucida, Antioquía se rebeló contra sus débiles gobernantes e invitó al rey Tigranes de Armenia a que ocupara la ciudad en 83 a. C.; posteriormente, trataría de derrocar a Antíoco XIII en 65 a. C., y al año siguiente pidió a Roma que fuera anexionada al Imperio romano. Así, en 64 a. C. Antioquía, así como el resto de Siria, pasaría a formar parte de la República romana como capital de la provincia de Siria.
Su pérdida de importancia política no disminuyó su desarrollo, y mantuvo su importancia como plaza comercial y militar hasta el siglo IV. De hecho, su opulencia y riqueza alcanzarían gran fama, así como la liberalidad de sus ciudadanos y su "frivolidad". La crisis del siglo III sacudió a todo el Imperio romano, y Antioquía perdería población aunque no importancia, dado que se erigió como la llave y principal plaza fuerte de Siria. El emperador Aureliano erigió varias estructuras públicas monumentales, Diocleciano levantó un nuevo y fabuloso palacio y Constancio II construyó una catedral octogonal, que fue destruida en un terremoto a finales de mayo del año 526.
Antioquía ocupa un importante lugar en la historia del cristianismo. Aquí fue donde Pablo predicó su primer sermón cristiano en una sinagoga y donde los seguidores de Jesús fueron llamados cristianos por primera vez (Hechos de los Apóstoles 11,26). Al expandirse el cristianismo, Antioquía fue una de las sedes de los cinco patriarcados originales, en los que figuraban también Roma, Constantinopla, Alejandría y  Jerusalén.

### Edad Media

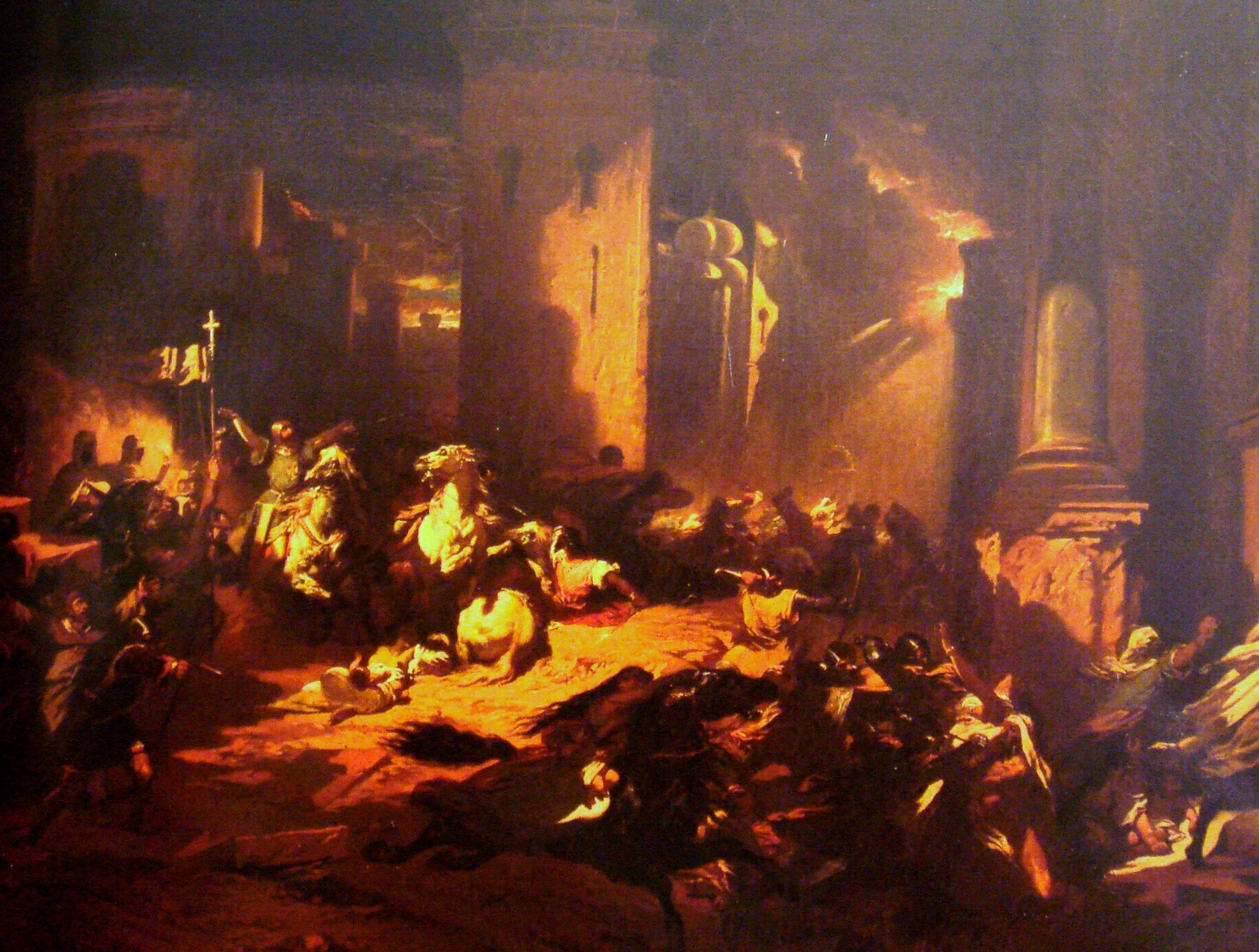
Toma de Antioquía por Bohemundo de Tarento en junio de 1098.

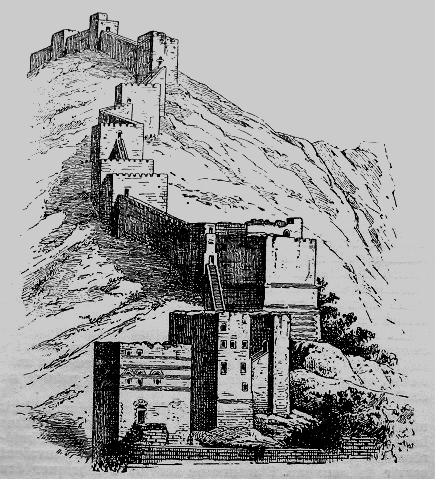
Los muros de Antioquía subiendo por el monte Silpius durante las cruzadas.

Tras la partición del Imperio romano, Antioquía, con una población estimada de unos 200 000 habitantes en el siglo VI, pasaría a ser una de las grandes ciudades del Imperio bizantino, junto con Alejandría y Constantinopla. Se dice que la emperatriz Teodora era originaria de esta ciudad, y que se ganaba la vida como bailarina y prostituta. Justiniano estableció en Antioquía la principal manufactura de seda del hemisferio occidental, pero pese a sus esfuerzos por desarrollarla la ciudad se encontraba ya en plena decadencia.
Durante las guerras pérsico-bizantinas del siglo VI, los persas conquistaron la ciudad en 540. Los bizantinos recuperaron Antioquía, pero finalmente sucumbió ante los musulmanes en 636. La ciudad (انتاكيّة, Antākiyyah en árabe) permaneció bajo dominio árabe hasta 969, cuando fue recuperada por el emperador bizantino Nicéforo II Focas. La ciudad cayó nuevamente en 1085, esta vez a manos de los turcos selyúcidas. Durante todo este período, la ciudad estuvo habitada por una población greco-siríaca, de confesión cristiana. Sin embargo, la importancia comercial de antaño se había visto desplazada hacia las rutas interiores que pasaban por Alepo y Damasco, y sólo se mantuvo como una plaza fuerte de cierto nivel.
En 1098 fue conquistada por los cruzados durante la Primera Cruzada y se convirtió en capital del Principado de Antioquía. La mayor parte de los siglos XII y XIII estuvo en posesión de los cruzados, hasta que fue tomada por el sultán mameluco Baibars en 1268, quien destruyó la ciudad a tal punto que nunca más volvió a ser una ciudad importante.

### Edad Moderna
En 1517 fue conquistada por los otomanos y pasó a formar parte del Imperio otomano hasta el final de la Primera Guerra Mundial, cuando fue puesta bajo un mandato francés. En 1936, tras las elecciones que indicaron la preferencia por la independencia siria con respecto a Francia, Turquía hizo saber que no aceptaría que la ciudad y su territorio formara parte de un estado sirio independiente, a la vez que fomentó la instalación de turcos en la región.
Las elecciones de mayo de 1937 dieron un 47% de votos a las opciones turcas. Se produjeron incidentes entre turcos y árabes, que llevaron a la intervención de la Sociedad de las Naciones, llegándose (junio-noviembre de 1937) al acuerdo de conformar una entidad territorial autónoma "distinta pero no separada de Siria" y ligada a Francia y a Turquía para asuntos de defensa.
El 5 de julio de 1938 las tropas turcas ocuparon militarmente la ciudad, tras lo cual fue desplazada parte de la población árabe y armenia. El 22 de julio siguiente, se realizó un plebiscito, cuyo resultado llevó, el 2 de septiembre siguiente, a la proclamación de la República de Hatay, que tras el referéndum convocado por el parlamento para el 22 de junio de 1939, decidió unirse con la República de Turquía. Desde 1939, Antakya volvió a ser parte del Estado turco, como capital de la provincia de Hatay.

## Demografía

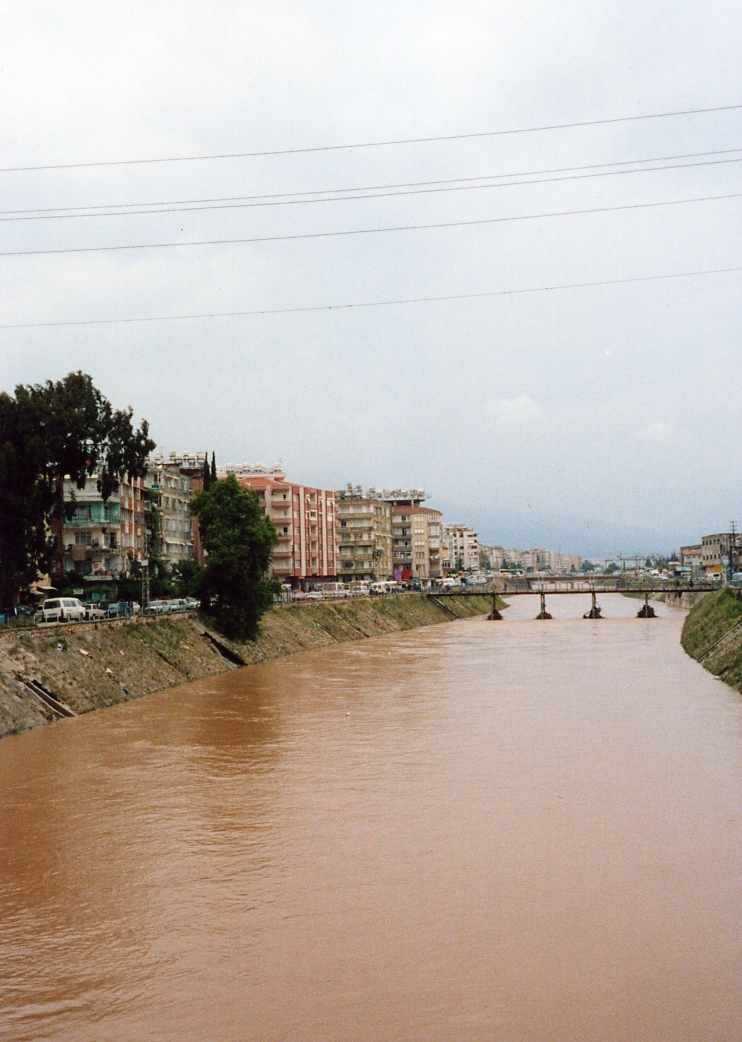
El río Orontes a su paso por Antioquía.

| Demografía de la ciudad de Antioquía en 1935 de acuerdo al censo francés |                |
| Grupo religioso y étnico                                                 | Población      |
| Suníes (turcos y árabes)                                                 | 19 720 (58 %)  |
| Alauitas (árabes)                                                        | 8670 (25,5 %)  |
| Cristianos (árabes y armenios)                                           | 4930 (14,5 %)  |
| Otros                                                                    | 680 (2 %)      |
| Total¹                                                                   | 34.000 (100 %) |

## Ciudades hermanadas
- Aalen (Alemania)